# أرناو رييرا
أرناو رييرا (بالإسبانية: Arnau Riera)‏ (1 أكتوبر 1981 بماناكور في إسبانيا - ) هو لاعب كرة قدم إسباني في مركز الوسط. لعب مع أتليتيكو بالياريس وريال مايوركا ونادي برشلونة ب ونادي برشلونة ج ونادي سندرلاند ونادي فالكيرك ونادي ماتارو وCE Manacor ‏ ونادي ساوثيند يونايتد وCD Ferriolense ‏.

## وصلات خارجية
- أرناو رييرا على موقع قاعدة بيانات كرة القدم.إي يو (الإنجليزية)
- أرناو رييرا على موقع Soccerbase.com (لاعب) (الإنجليزية)